# Jespersen-Zyklus

Darstellung des Jespersen-Zyklus für ein Beispiel aus dem Französischen.

Der Jespersen-Zyklus ist ein Sprachwandelmodell der historischen Linguistik, das die Entwicklung von Negationpartikeln beschreibt. Dargelegt wurde das Modell erstmals 1917 von dem dänischen Linguisten Otto Jespersen in seinem Buch Negation in English and Other Languages. Die Benennung nach Jespersen wurde 1979 von dem schwedischen Linguisten Östen Dahl geprägt.
Der Jespersen-Zyklus beschreibt die geschichtliche Entwicklung eines Verneinungsausdrucks von einer einfachen, dem Verb vorangestellten Markierung der Verneinung, über eine nicht-zusammenhängende Markierung (Bestandteile der Markierung von und nach dem Verb) bis zu, in manchen Fällen, einem späteren Verlust des vorangestellten Teils der Markierung (vgl. Abbildung). Wie Jespersen formuliert:

“The history of negative expressions in various languages makes us witness the following curious fluctuation: the original negative adverb is first weakened, then found insufficient and therefore strengthened, generally through some additional word, and this in turn may be felt as the negative proper and may then in the course of time be subject to the same development as the original word.”

„Die Geschichte der negativen Ausdrücke in verschiedenen Sprachen lässt uns die folgende merkwürdige Schwankung beobachten: Das ursprüngliche negative Adverb wird zuerst abgeschwächt, dann als unzureichend empfunden und daher verstärkt, in der Regel durch ein zusätzliches Wort, und dies wiederum kann als das eigentliche Negativ empfunden werden und dann im Laufe der Zeit die gleiche Entwicklung durchlaufen wie das ursprüngliche Wort.“

Da der Prozess sich wie Jespersen anmerkt wiederholen kann, sprach Dahl von einem „Zyklus“. Diese Beobachtung hatten schon früher andere Sprachforscher gemacht, darunter Antoine Meillet, der den Ausdruck 'Spirale' verwendete. Allerdings wird das Bild des Zyklus auch kritisiert, da die Bestandteile des Verneinungsausdruck, die im Verlauf der Entwicklung eine negative Bedeutung erlangen, diese in der Regel nicht wieder verlieren.
Ein Beispiel im Deutschen wäre die Negationspartikel „nicht“, die aus einer Klitisierung der althochdeutschen eigenständigen Wörter „ne“ und „wicht“ entstanden ist (vgl. auch englisch: nothing, no-thing), die im Laufe des Sprachwandels zu einem Wort mit einer neueren, abstrakteren Semantik (Bedeutung) zusammengefallen sind.
Heute ist der Jespersen-Zyklus vor allen Dingen vor dem Hintergrund der Grammatikalisierungs-Theorie interessant.